# 纪尧姆·巴斯蒂耶
纪尧姆·巴斯蒂耶（法語：Guillaume Bastille，1985年7月21日—），加拿大男子短道速滑运动员。他曾代表加拿大参加2010年冬季奥林匹克运动会短道速滑比赛，获得男子5000米接力金牌。